# Discographie de Bigflo et Oli
 (septembre 2020).

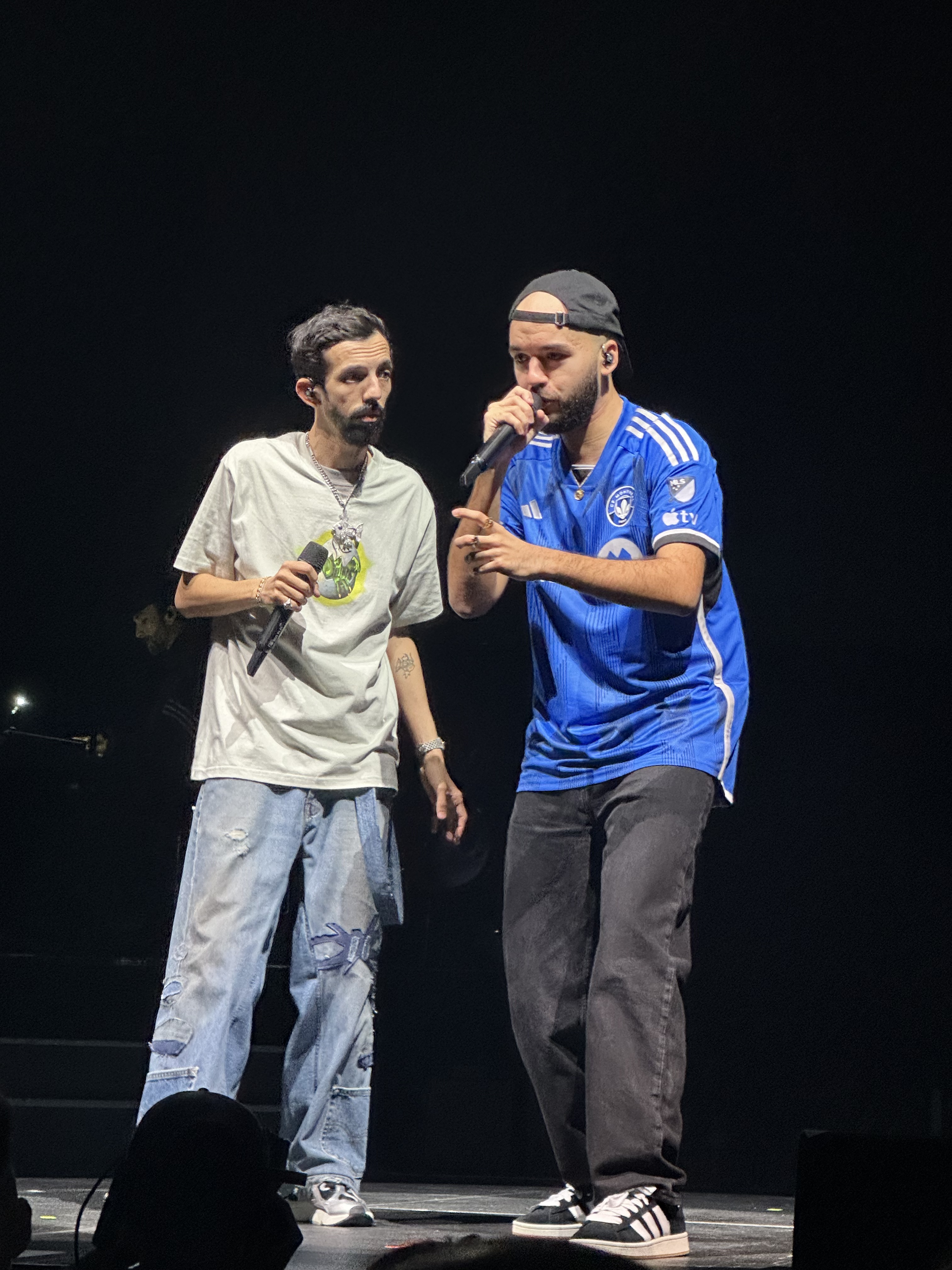
Bigflo et Oli en spectacle sur la scène du Centre Bell à Montréal, au Canada, le 24 novembre 2023.

Cette page présente la discographie de Bigflo et Oli. Le duo de rappeurs commence sa carrière en 2005 avec le titre Chateau de cartes. En 2014, ils sortent leur premier EP, intitulé Le Trac. Il est suivi un an après par l'album La Cour des grands. Deux autres albums sont publiés en 2017 et en 2018, La Vraie vie et La Vie de rêve. Après une pause médiatique de 1 an et demi, le duo sort un quatrième album en 2022, Les autres c'est nous.

## Albums studio
| Titre                          | Détails                                                                                                | Meilleures positions | Meilleures positions | Meilleures positions | Meilleures positions | Certifications       |
| Titre                          | Détails                                                                                                | FRA                  | BEL (WAL)            | SUI                  | SUI (ROM)            | Certifications       |
| ------------------------------ | --- | -------------------- | -------------------- | -------------------- | -------------------- | -------------------- |
| La Cour des grands             | - Sortie : 1er juin 2015 - Réédition : 24 juin 2016 - Label : Polydor - Format(s) : CD, digital        | 2                    | 6                    | 19                   | 5                    | France : Platine     |
| La Cour des Grands (Réédition) | Sortie: 24 juin 2016 Label: Polydor Format(s): digital, mp3                                            | -                    | -                    | -                    | -                    | France: Or           |
| La Vraie Vie                   | - Sortie : 23 juin 2017 - Version Deluxe : 3 novembre 2017 - Label : Polydor - Format(s) : CD, digital | 1                    | 1                    | 5                    | 1                    | France : Diamant     |
| La Vie de rêve                 | - Sortie : 23 novembre 2018 - Label : Polydor - Format(s) : CD, digital                                | 2                    | 2                    | 6                    | 3                    | France : 3 × Platine |
| Les autres c'est nous          | - Sortie : 24 juin 2022 - Label : Polydor - Format(s) : CD, digital                                    | 1                    | 1                    | 2                    | —                    | France : 2 × Platine |

## EP
| Titre                                   | Détails                                                            | Meilleures positions | Certifications |
| Titre                                   | Détails                                                            | FRA                  | Certifications |
| --------------------------------------- | ------------------------------------------------------------------ | -------------------- | -------------- |
| Le Trac                                 | - Sortie : 21 avril 2014 - Label : Polydor - Format(s) : digital   | 49                   |                |
| Insolents                               | - Sortie : 3 juillet 2020 - Label : Polydor - Format(s) : digital  | —                    |                |
| Un été quand même (feat. Bon Entendeur) | - Sortie : 17 juillet 2020 - Label : Polydor - Format(s) : digital | —                    |                |

## Singles
| Année | Single                                      | Classement des ventes | Classement des ventes | Classement des ventes | Certifications   | Album                                                             |
| Année | Single                                      | FRA                   | BEL (WAL)             | SUI (ROM)             | Certifications   | Album                                                             |
| ----- | ------------------------------------------- | --------------------- | --------------------- | --------------------- | ---------------- | ----------------------------------------------------------------- |
| 2012  | C'est que le début                          | —                     | —                     | —                     | —                | Singles (bonus dans l'album La Cour des grands)                   |
| 2012  | Pourquoi pas nous ?                         | —                     | —                     | —                     | —                | Singles (bonus dans l'album La Cour des grands)                   |
| 2014  | Monsieur tout le monde                      | 146                   | —                     | —                     | —                | Le Trac (bonus dans l'album La Cour des grands)                   |
| 2014  | Gangsta                                     | 168                   | —                     | —                     | —                | Le Trac (bonus dans l'album La Cour des grands)                   |
| 2014  | Jeunesse influençable                       | —                     | —                     | —                     | —                | Le Trac (bonus dans l'album La Cour des grands)                   |
| 2015  | Nous aussi                                  | 120                   | —                     | —                     | —                | La Cour des grands                                                |
| 2015  | Comme d'hab                                 | 63                    | —                     | —                     | —                | La Cour des grands                                                |
| 2015  | Le Cordon                                   | —                     | —                     | —                     | —                | La Cour des grands                                                |
| 2015  | La Tempête                                  | —                     | —                     | —                     | —                | Freestyles (bonus dans l'album La Cour des grands)                |
| 2015  | Du disque dur au disque d'or                | —                     | —                     | —                     | —                | Freestyles (bonus dans l'album La Cour des grands)                |
| 2015  | Mytho                                       | 25                    | —                     | —                     | —                | Réédition de La Cour des grands                                   |
| 2015  | Aujourd'hui                                 | —                     | —                     | —                     | —                | La Cour des grands                                                |
| 2016  | Je suis                                     | 86                    | —                     | —                     | France : Or      | Réédition de La Cour des grands (bonus dans l'album La Vraie Vie) |
| 2016  | Pour un pote (feat. Jean Dujardin)          | 23                    | —                     | —                     | France : Or      | Bande originale de Brice 3                                        |
| 2017  | La Vraie Vie                                | 33                    | —                     | —                     | France : Or      | La Vraie Vie                                                      |
| 2017  | Alors alors                                 | 23                    | —                     | —                     | France : Platine | La Vraie Vie                                                      |
| 2017  | Personne                                    | 78                    | —                     | —                     | France : Or      | La Vraie Vie                                                      |
| 2017  | Dommage                                     | 4                     | 46                    | 5                     | France : Diamant | La Vraie Vie                                                      |
| 2017  | Ça va trop vite (feat. Busta Rhymes)        | —                     | —                     | —                     | France : Or      | La Vraie Vie                                                      |
| 2018  | Papa(feat. Fabian Ordonnez)                 | 35                    | —                     | —                     | France : Platine | La Vraie Vie                                                      |
| 2018  | Demain (avec Petit Biscuit)                 | 5                     | —                     | 7                     | France : Diamant | La Vie de rêve                                                    |
| 2018  | Nous aussi 2                                | 64                    | —                     | —                     | —                | La Vie de rêve                                                    |
| 2018  | Plus tard                                   | 15                    | 7                     | 12                    | France : Platine | La Vie de rêve                                                    |
| 2019  | C'est que du rap (feat. Soprano et Black M) | 134                   | —                     | —                     | —                | La Vie de rêve                                                    |
| 2019  | Rentrez chez vous !                         | 55                    | —                     | —                     | —                | La Vie de rêve                                                    |
| 2019  | Sur la lune                                 | 57                    | —                     | —                     | France : Platine | La Vie de rêve                                                    |
| 2019  | Promesses                                   | 31                    | —                     | —                     | France : Or      | La Vie de rêve                                                    |
| 2019  | L'Hymne de nos campagnes 2019 (de Tryo)     | 59                    | —                     | —                     | —                | XXV de Tryo                                                       |
| 2019  | Bienvenue chez moi                          | 137                   | —                     | —                     | France : Or      | La Vie de rêve                                                    |
| 2020  | Que ça dure (de Jul)                        | 40                    | —                     | —                     | —                | La Machine de Jul                                                 |
| 2020  | Coup de Blues/Soleil                        | —                     | Tip                   | —                     | —                | Un été quand même                                                 |
| 2020  | Au Revoir                                   | —                     | —                     | —                     | —                | Au Revoir                                                         |
| 2022  | Sacré Bordel                                | 137                   | —                     | —                     | France : Or      | Les autres c'est nous                                             |
| 2022  | J'étais pas là                              | 173                   | —                     | —                     | France : Or      | Les autres c'est nous                                             |
| 2022  | Bons élèves (feat. MC Solaar)               | —                     | —                     | —                     | —                | Les autres c'est nous                                             |
| 2022  | Coup de vieux (feat. Julien Doré)           |                       |                       |                       | France : Diamant |                                                                   |
| 2023  | 30 ans                                      | —                     | —                     | —                     | —                | À voir                                                            |
| 2023  | Tandem                                      | —                     | —                     | —                     | —                | À voir                                                            |
| 2024  | Les gens tristes                            | —                     | —                     | —                     | —                | Les autres c'est nous                                             |
| 2024  | Dernières                                   |                       |                       |                       | France : Or      | Les autres c'est nous                                             |
| 2025  | New-York en Décembre_freestyle 2025         | —                     | —                     | —                     | —                | À voir                                                            |
| 2025  | Mexico en Janvier_freestyle 2025            | —                     | —                     | —                     | —                | À voir                                                            |
| 2025  | Londres en Mars_freestyle 2025              |                       |                       |                       |                  |                                                                   |
| 2025  | Mourir pour renaître                        | —                     | —                     | —                     | —                | À voir                                                            |

## Freestyles
| 1.       | C’est que le début…            | 3:17 |
| 2.       | Le Rap avant la tempête #1.    | 5:11 |
| 3.       | Le Rap avant la tempête #2     | 4:42 |
| 4.       | La Tempête                     | 5:06 |
| 5.       | L'Héritage                     | 4:03 |
| 6.       | Pourquoi pas nous ?            | 4:01 |
| 7.       | Demain c'est nous              | 4:51 |
| 8.       | Du disque dur au disque d'or   | 6:36 |
| 9.       | Insolent #1: Un soir au studio | 4:03 |
| 10.      | Insolent #2                    | 3:45 |
| 11.      | Un freestyle et des potes      | 3:41 |
| 12.      | Insolent #3                    | 4:17 |
| 13.      | Oli - Dioscures                | 2:38 |
| 14.      | Bigflo - Dioscures             | 2:10 |
| 15.      | Insolent #4                    | 3:42 |
| 01:06:16 |                                |      |

## Collaborations
- 2016 : Musique Nègre de Kery James feat. Lino & Youssoupha, sur l'album Mouhammad Alix (Apparition Clip)
- 2018 : Pas du même monde de Guizmo, sur l'album Renard
- 2019 : Sale journée de Black M, sur l'album Il était une fois...
- 2019 : Papa (Version espagnole) de Fabian Ordonez, leur père, sur l'album El Padre
- 2020 : Pour un flirt avec la crise XXV de Tryo, sur l'album XXV
- 2020 : L'Hymne de nos campagnes 2019 (single) de Tryo feat. Claudio Capéo, Gauvain Sers, Sylvain Duthu de Boulevard des Airs, LEJ, Vianney et Zaz, sur l'album XXV
- 2020 : Bigflo & Oli de Caballero & JeanJass, sur l'album High & Fines herbes
- 2020 : Tu es des LEJ, sur l'album Pas peur
- 2020 : Ce qu'il nous reste de Demi Portion, sur l'album La bonne école
- 2020 : Que ça dure de Jul, sur l'album La Machine
- 2020 : Frères lunaires de Hayce Lemsi & Volts Face, sur l'album À des années lumières 2
- 2020 : Tête à cœur de Médine, sur l'album Grand Médine
- 2020 : Moments de Kalash Criminel, sur l'album Sélection naturelle
- 2020 : Respire 2020 de Mickey 3D
- 2020 : C'est pas bien de Spider ZED, sur l'album Jeune intermittent
- 2021 : Rien n'est grave de 7 Jaws, sur l'album Je vois les couleurs (seul Bigflo de présent)
- 2021 : Que du buzz d'Alkapote, sur l'album Ogre
- 2021 : One Life de McFly et Carilto, sur l'album Notre Meilleur Album
- 2022 : Pachémwa de Kikesa, sur l'album Rubi
- 2022 : PLUS VITE de Berywam, sur l'album No Instrument
- 2023 : Tout recommencer de Nej' sur l'album Athéna
- 2023 : Chat GPT de KIK, sur l’album ADIEU (seul Oli de présent)
- 2023 : Il faudrait de Vianney, sur l'album À 2 à 3